# District de Kitauwa
Le district de Kitauwa (北宇和郡, Kitauwa-gun) est un district de la préfecture d'Ehime au Japon.
Selon l'estimation du 1er décembre 2011, sa population était de 15 763 habitants pour une superficie de 340,37 km2, donnant ainsi une densité de population de 46,3 hab./km2.

## Municipalités du district
- Kihoku
- Matsuno